# Dunlap (Iowa)
Dunlap és una població dels Estats Units a l'estat d'Iowa. Segons el cens del 2000 tenia 1.139 habitants.

## Demografia
Segons el cens del 2000, Dunlap tenia 1.139 habitants, 483 habitatges, i 282 famílies. La densitat de població era de 403,5 habitants/km².
Dels 483 habitatges en un 24,8% hi vivien nens de menys de 18 anys, en un 45,8% hi vivien parelles casades, en un 8,9% dones solteres, i en un 41,6% no eren unitats familiars. En el 37,3% dels habitatges hi vivien persones soles el 23,8% de les quals corresponia a persones de 65 anys o més que vivien soles. El nombre mitjà de persones vivint en cada habitatge era de 2,24 i el nombre mitjà de persones que vivien en cada família era de 2,97.
Per edats la població es repartia de la següent manera: un 22,4% tenia menys de 18 anys, un 6,8% entre 18 i 24, un 23,6% entre 25 i 44, un 20,4% de 45 a 60 i un 26,9% 65 anys o més.
L'edat mediana era de 43 anys. Per cada 100 dones de 18 o més anys hi havia 83 homes.
La renda mediana per habitatge era de 31.100 $ i la renda mediana per família de 39.762 $. Els homes tenien una renda mediana de 26.094 $ mentre que les dones 17.452 $. La renda per capita de la població era de 17.936 $. Entorn del 6,8% de les famílies i el 10,5% de la població estaven per davall del llindar de pobresa.

## Poblacions més properes
El següent diagrama mostra les poblacions més properes.